# Аржаков, Сергей Алексеевич
Сергей Алексеевич Аржаков (20 июня 1933 — 17 января 2023) — профессор, доктор химических наук, специалист в области высокомолекулярных соединений, внёс значительный вклад в изучение физико-механических свойств полимерных стёкол. Лауреат Государственной премии СССР (1973).

## Биография
Родился  20 июня 1933 г. в с. Алферьево Сеченовского района Горьковской (Нижегородской) области. Окончив среднюю школу в с. Верхнее Талызино Сеченовского района, поступил на химический факультет Горьковского государственного университета им. Н. И. Лобачевского, который окончил в 1956 году. После получения высшего образования был принят на работу в филиал Московского института органической химии и технологии в г. Дзержинске Горьковской области. В 1964 г. филиал был реорганизован в Государственный союзный научно-исследовательский институт хлорорганических продуктов и акрилатов, а позднее — в Научно-исследовательский институт химии и технологии полимеров им. академика В. А. Каргина. В этих институтах он проработал 24 года сначала младшим научным, затем старшим научным сотрудником, а с 1964 г. — директором института. В 1963 г. С. А. Аржаков защитил кандидатскую диссертацию на тему «Физико-механические свойства порошкообразного и монолитного полиметилметакрилата», а в 1975 г. ему была присуждена учёная степень доктора химических наук за цикл работ «Структурно-механические свойства полимерных стёкол».
В 1980 г. С. А. Аржаков был назначен директором Государственного научно-исследовательского и проектного института лакокрасочной промышленности в г. Москве. А в 1984 г. постановлением Совета Министров СССР — заместителем председателя Государственной Комиссии по военно-промышленным вопросам. Одновременно с работой в Совете Министров в 1985 г. С. А. Аржаков был избран профессором кафедры высокомолекулярных соединений химического факультета МГУ имени М. В. Ломоносова. В связи с ликвидацией Военно-промышленной Комиссии он перешёл на работу в президиум РАН на должность заместителя академика-секретаря отделения общей и технической химии, оставаясь при этом профессором МГУ. В 1994 году в МГУ на химическом факультете была создана Лаборатория полимеров для медицины и биотехнологии и в 1995 году С.А.Аржаков стал ее заведующим. В 2001 году появилось современное оборудование, позволяющее проводить научные работы с живыми клетками. Таким образом, появилась возможность проводить исследования с целью изучения способности полимеров подавлять лекарственную устойчивость клеток.  В 2005 году лабораторию переименовали: Лаборатория функциональных полимеров и полимерных материалов. Изучались фармакологические свойства лекарств, а также исследовалось влияние синтетических полимеров на защитную реакцию организма. С. А. Аржаков руководил этой лабораторией до 2008 года. В настоящее время он работает на кафедре в должности главного научного сотрудника. На протяжении всей своей карьеры С. А. Аржаков совмещал научную, административную и преподавательскую деятельность.

## Научная деятельность
Основная научная деятельность С. А. Аржакова относится к исследованиям в области физической химии высокомолекулярных соединений. Им обоснован оригинальный подход к созданию конструкционных полимерных материалов, обладающих экстремальными свойствами, то есть обладающих одновременно высокой прочностью, пластичностью и температурой эксплуатации.
Было открыто новое явление в полимерных стёклах, получившее название «вынужденно-эластической релаксации». Сущность этого открытия заключается в том, что наряду с классической температурно-независимой гуковской упругостью полимерным стёклам присущ ещё один вид упругости — температурно-зависимой. Изучение этого явления привело к созданию методов направленной модификации полимерных стёкол и получению материалов со свойствами, ранее считавшимися недостижимыми.
Основные результаты:
1.    рассмотрена картина деформации и релаксации полимерных стекол;
2.    обнаружено и изучено явление вынужденно-эластической релаксации полимерных стекол, а также существование в них температурно-зависимой упругости;
3.    модификация свойств полимерных стекол за счет разработанного принципа безусадочного самоукрепления;
4.     получены материалы на основе известных полимеров, но со значительно повышенной ударной прочностью и с более низкой степенью усадки.
Совместно со своими сотрудниками С. А. Аржаковым были разработаны и апробированы принципы физико-химических превращений полимерных стёкол, основанных на формировании требуемой микроструктуры. Это позволило разработать новую концепцию по получению полимерных стёкол за счёт конструирования их микронеоднородностей, аналогично легированию при получении металлических материалов.
В конечном итоге сформулированы научно-технологические основы получения полимерных стёкол с различными физико-механическими характеристиками на базе одного мономера. И, наконец, разработана концепция «Обобщённого полимерного стекла», позволяющая прогнозировать физико-механическое поведение этого класса материалов за счёт формирования структурного спектра микронеоднородности. Результаты указанных исследований отражены в многочисленных авторских свидетельствах, патентах, публикациях в научных журналах и двух монографиях.
Подготовил 7 кандидатов наук. Опубликовал 115 научных работ.
Член Научного совета РАН по высокомолекулярным соединениям. Член редколлегии журнала «Высокомолекулярные соединения».

## Педагогическая деятельность
В 1985 г. С. А. Аржаков был избран профессором кафедры высокомолекулярных соединений химического факультета МГУ имени М. В. Ломоносова.
В МГУ читал спецкурс «Полимеры медицинского назначения».

## Семья
В 1960 году родился сын Максим Сергеевич Аржаков. В 1983 году он окончил химический факультет МГУ. В настоящее время М.С.Аржаков является профессором кафедры ВМС.

## Награды
·        1971 г. - Орден«Трудового Красного Знамени».
·        1973 г.  - Лауреат Государственной премии СССР за «Создание нового теплостойкого материала».
·        1977 г. - Орден Ленина.
·        1984 г. - Заслуженный деятель науки и техники РСФСР.
·        1991 г. - Лауреат Ленинской премии за «Создание комплекса специальной техники».
·        1996 г. - Лауреат премии РАН им. В. А. Каргина за цикл работ «Структурно-механические свойства стеклообразных полимеров».
·        2003 г. – Орден Почёта

## Патенты[13]
- С. А. Аржаков, М. С. Аржаков, И. Л. Стояченко, А. И. Дьячков, И. А. Дьячков, А. Е. Скоробогатова, В. А. Чернавин // Патент на изобретение № 2243978 // Способ получения полимерных продуктов изготовления органического стекла.  ·
- С. А. Аржаков, М. С. Аржаков, И. Л. Стояченко, А. И. Дьячков, И. А. Дьячков, А. Е. Скоробогатова, В. А. Чернавин, И. Л. Стояченко // Патент на изобретение № 2228851 // Способ изготовления многослойного стекла.  ·
- М.С. Аржаков, С.А. Аржаков, А.И. Дьячков, А. Е. Скоробогатова, И.Л. Стояченко, В.А. Чернавин // Патент на изобретение №2228341 //Способ получения органического стекла на основе метилметакрилата.
- М.С. Аржаков, С.А. Аржаков, А.И. Дьячков, А. Е. Скоробогатова, И.Л. Стояченко, В.А. Чернавин//Патент на изобретение №2225871//Способ переработки форполимера метилметакрилата и удаления из него свободного мономера.
- М.С. Аржаков, С.А. Аржаков, А.И. Дьячков, А. Е. Скоробогатова, И.Л. Стояченко, В.А. Чернавин// Патент на изобретение №2217319// Способ получения многослойного стекла на основе метилметакрилата.

## Монографии[14]
- Аржаков С. А., Аржаков М. С. Structural and Mechanical Behavior of Polymer Glasses. — Nova Science Publishers Commack, New York, 1997. 275 с.
- Аржаков М. С., Аржаков С. А., Луковкин Г. М. Физическая механика полимерных стекол — Lambert Academic Publishing, Германия, 2012. 107 с.